# Phormictopus cancerides
Phormictopus cancerides là một loài nhện trong họ Theraphosidae.
Loài này thuộc chi Phormictopus. Phormictopus cancerides được miêu tả năm 1806 bởi Latreille.

## Hình ảnh

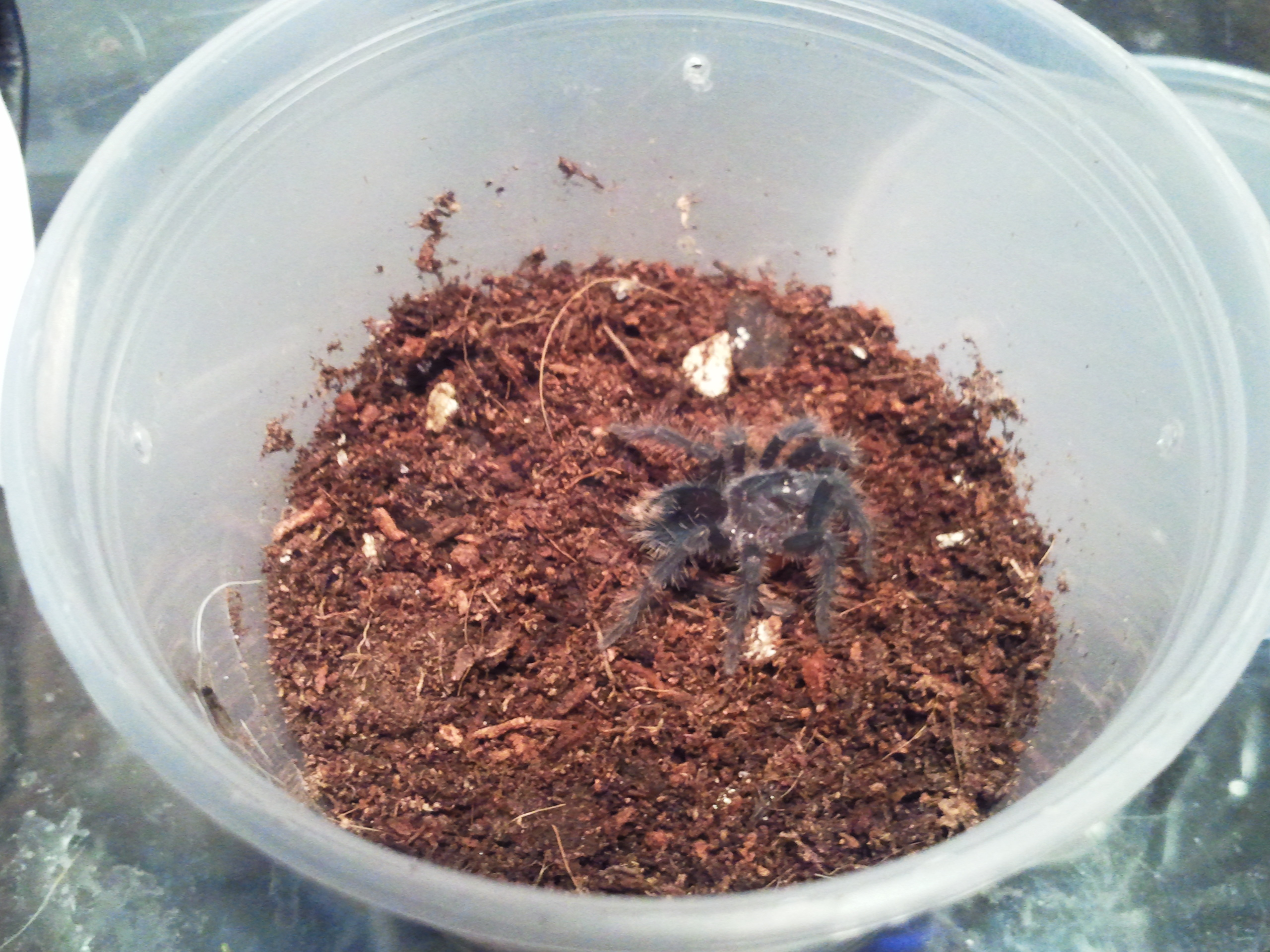
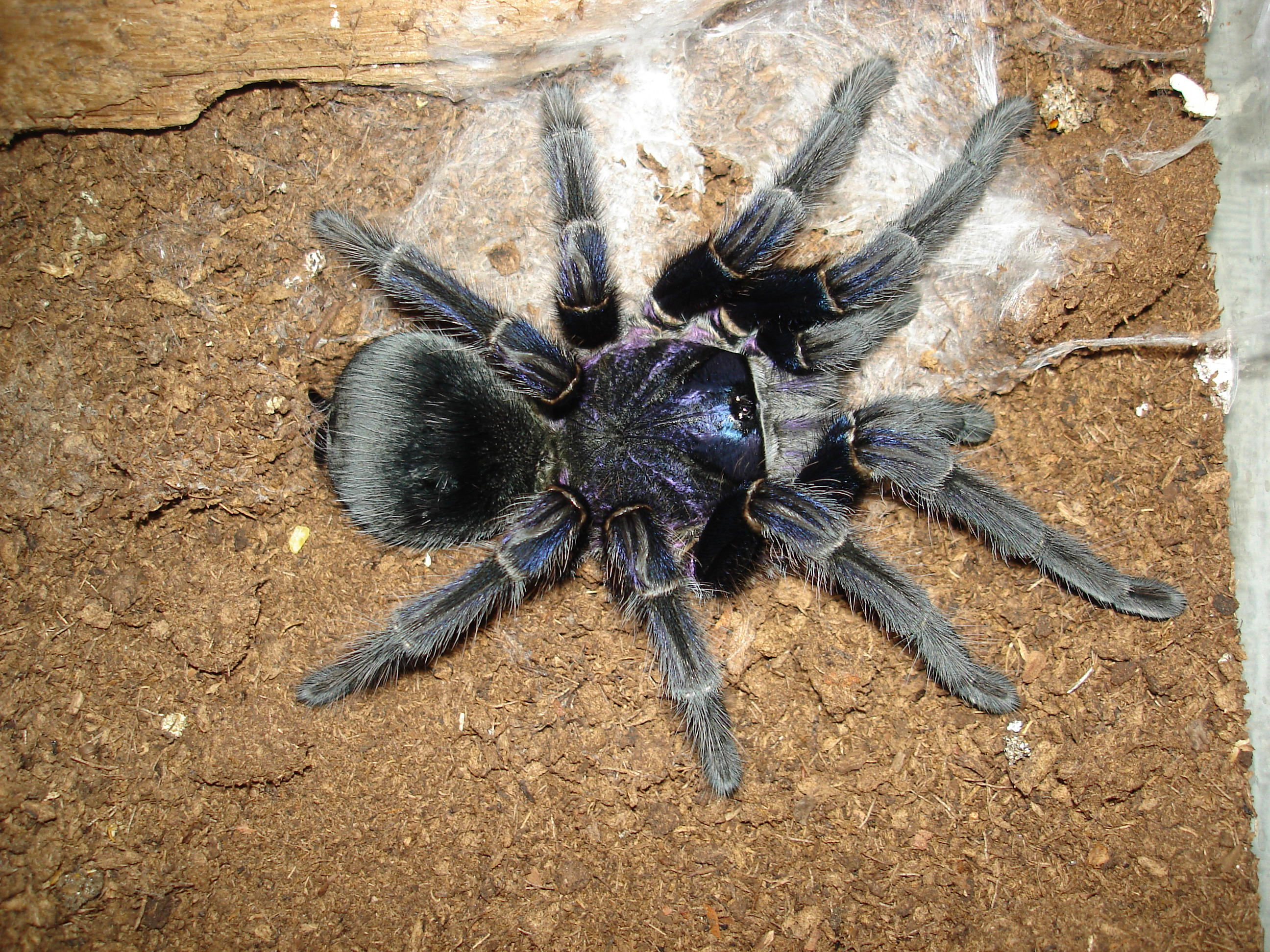
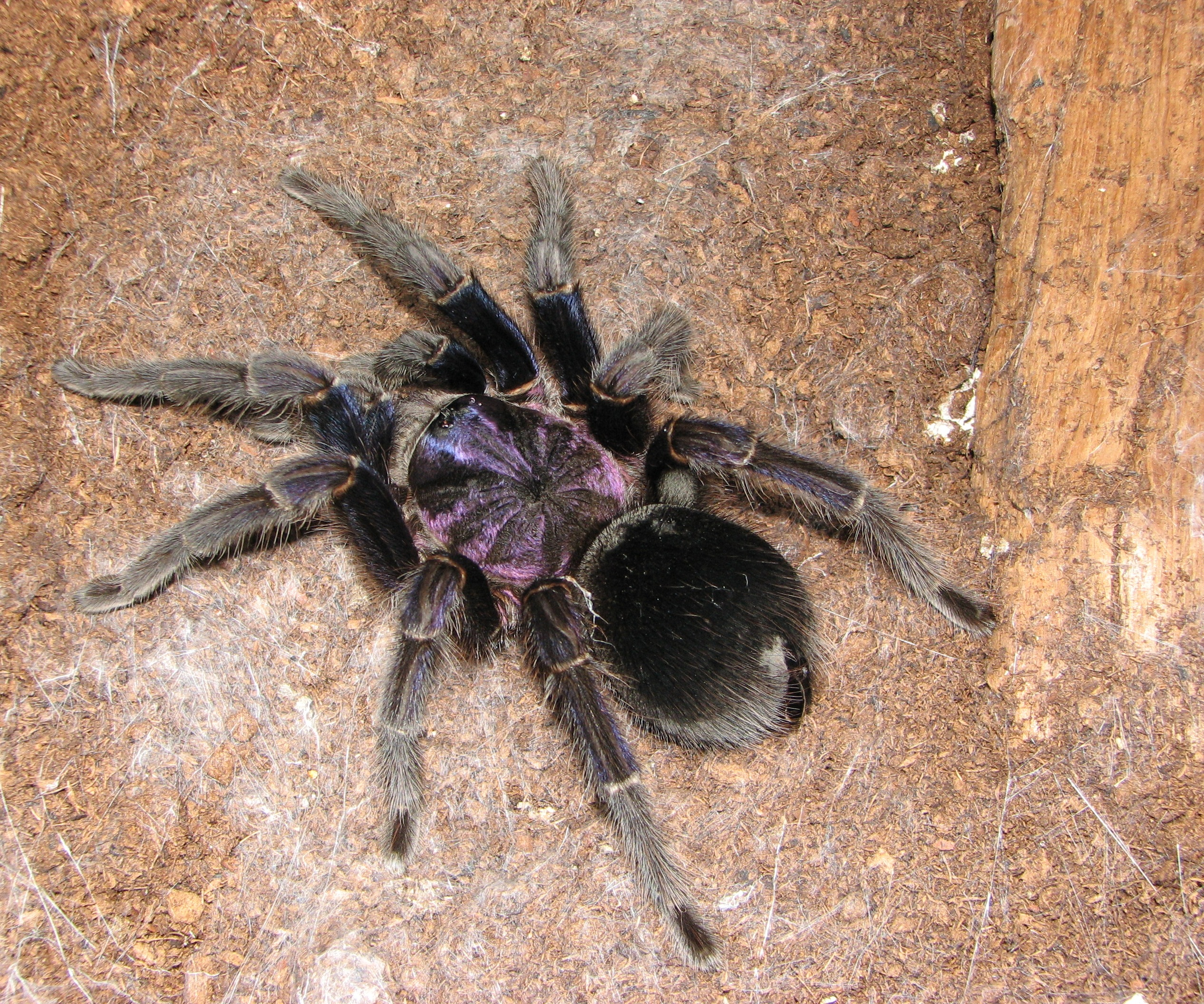